# Kemosyntese
Kemosyntese er biologisk dannelse af organisk stof ud fra lavmolekylære, kulstofforbindelser (som regel CO2 eller metan) og mineralske stoffer.
Organismerne skaffer sig som regel den nødvendige energi ved iltning af uorganiske forbindelser som f.eks. brint eller svovlbrinte. (Der indgår ikke sollys i processen, sådan som der gør i fotosyntesen.) Store fødenet kan være baseret på primærproduktion gennem kemosyntese, sådan som det ses ved de hydrotermiske væld på havbunden, i metanhydratfelter og andre steder med rig adgang til kulbrinter.

## Astrobiologi
Det anses for muligt, at kemosyntese kan danne grundlag for liv på Mars, jupitermånen Europa og eventuelt også andre planeter.